# Палата Шварценберг у Прагу
Палата Шварценберг у Прагу данас галерија и музеј, је ренесансна палата на Храдчанским наместима која је у прошлости служила као репрезентативна резиденција и седиште чешких краљева, прво крунисаним главама породица Лобковић, Росенберг, Егенберг и на крају породици Шварценберг, које је у поседу палате била до 1947. године.
Тренутно се у палати налазе изложбена поставке Националне галерије у Прагу и Војноисторијског института из Прага.

## Историја
Када је 1541. године пожар у Храдчанима уништио четири средњовековне куће на месту данашње палате (у којој је у 14. веку, мајстор Теодорик, дворски сликар Карла IV, имао сликарску радионицу у једној од њих) земљу је тада купио Јован IV. Пепео из Лобковича и саградио ренесансну резиденцију у северноиталијанском стилу, која је завршена 1567. године. У наредним деценијама палата је неколико пута мењала власнике и тек почетком 18. века пала је у наслеђе породице Шварценберг.
У периоду од 1870. до 1874. године, фасада палате је редизајнира. Изведено је неколико савремених интервенција на палати: рестауриран је кров који је прекривен црепом и, према пројекту Јосефа Шхулза, изграђен је неоренесансни оградни зид према Храдчанским наместима.
Од свог настанка, палата је имала основни утицај на панораму Храдчана, већ у време градње зграда је имала велике димензије и импресивно и достојанствено представљала је једну од најмоћнијих чешких породица. Тлоцрт зграде са великом плесном салом (или банкет салом), која је захваљујући својој висини плафона необичног у чешком окружењу, што је одговарало захтевном градитељу. Градитељ првобитно није предвидео данашњи трокрилни распоред, зграда, коју је требало затворити накнадно другим крилом према Храдчанским наместима.
Године 1909. године палата је отворена за јавност као седиште Техничког музеја.
Током Другог светског рата у њој је основан војни музеј од стране Вермахта, а након заплене од стране чехословачке државе, по завршетку рата, палата је постала седиште Војноисторијског музеја.
Национална галерија у Прагу палату је купила 2002. године, и од тада је она постала један од њених галеријских простора.

## Галерија и музеј у палати
Од 1909. године просторије палате Шварценберг далила су два закупаца Национални технички музеј и породица Шварценберг до 1940. године, када је сву имовину др Адолфа Шварценберга присвојио Гестапо због његових антинацистичких ставова.
После 1945. године др Шварценберг, који је 1940. године са породицом побегао у САД, дозвољен је повратак у домовину, али је 1947. године сва његова имовина у Чехословачкој противуставно експроприсана, укључујући и Шварценбергову палату. После комунистичког пуча 1948. године, палата је накнадно трансформисана у Војноисторијски музеј.
У 2002. години, палата је постала власништво Националне галерије у Прагу. Након тога, извршена је комплетна реконструкција зграде и од 2008. године служи као стална поставка Националне галерије.
У поткровљу палате постоји стална поставка Војноисторијског института под називом Империјална оружара. Садржи колекцију оружја, оклопа и уметничких дела од 15. до средине 19. века.

## Изложбена поставка
У овом простору Национална галерија у Прагу организовала је сталну изложбену поставку Стари мајстори, која представља избор најважнијих ремек дела из Збирке античка уметност аутора: Hans von Aachen, Petr Brandl, Matyáš Bernard Braun, Lucas Cranach, Adriaen de Vries, Albrecht Dürer, El Greco, Francisco José Goya, Hans Holbein, Jan Gossaert - Mabuse, Jusepe de Ribera, Peter Paul Rubens, Bartholomaeus Spranger, Karel Škréta, Simon Vouet, Michael Leopold Willmann и других.
- Стална изложбена поставка „Стари мајстори”

Његов основни временски оквир је период од 16. до 18. века заснован на ретроспективном погледу на преренесансне тенденције у готској уметности и античким делима као инспирацију за ренесансну и барокну уметност. 
Изложба је замишљена као дијалог између националних и међународних импулса, утицаја и промена у духу дијалектике облика, стилова и мотива. Са драматуршке тачке гледишта, она одражава наративне аспекте европске уметности од антике до просветитељства, историјски контекст и безвременост ремек-дела у иновативним инсталацијама.
Као део главног приступа палати Шварценберг, обновљен је изворни улаз из дворишта Храдчанске намести. Три сале у приземљу резервисане су за повремене изложбе колекција, а две просторије служе за графичке ормаре.

## Галерија
- Schwarzenberský palác v hradčanské historické zástavbě, za ním světlý Arcibiskupský palác a zcela v pozadí Jízdárna Pražského hradu
- Pohled z Malé Strany
- Pohled z Lobkovické zahrady
- Detail výzdoby paláce
- Detail paláce